# Anne-Charlotte Verney
Anne-Charlotte Verney (* 17. Mai 1943 in Le Mans) ist eine ehemalige französische Autorennfahrerin.

## Karriere
Anne-Charlotte Verney wurde durch zwei Ereignisse über die Grenzen ihres Heimatlandes Frankreich hinaus bekannt: 
1980 fuhr sie das 24-Stunden-Rennen von Le Mans gemeinsam mit dem französischen Schauspieler Jean-Louis Trintignant. Es war Trintignants einziger Auftritt als Fahrer in Le Mans und das Rennen endete nach einem Getriebeschaden für den Kremer-Porsche 935 vorzeitig.
1982 nahm sie mit Copilot Mark Thatcher, dem Sohn der damaligen britischen Premierministerin Margaret Thatcher, und einem Mechaniker an der Rallye Paris-Dakar teil. Die drei verirrten sich in der Sahara und blieben nach einem Schaden am Fahrzeug fünf Tage verschollen. Erst eine Hercules C-130 der algerischen Luftwaffe sichtete den Peugeot 504 50 km abseits der offiziellen Route. Die beiden Piloten und der Mechaniker konnten unverletzt geborgen werden.
Ihre beste Platzierung in Le Mans – wo sie zehnmal am Start war – war 1981 der sechste Gesamtrang. 1977 wurde sie Vierte bei der Tour de France für Automobile.

## Statistik

### Le-Mans-Ergebnisse
| Jahr | Team                            | Fahrzeug                | Teamkollege        | Teamkollege            | Teamkollege  | Platzierung             | Ausfallgrund    |
| ---- | ------------------------------- | ----------------------- | ------------------ | ---------------------- | ------------ | ----------------------- | --------------- |
| 1974 | Pierre Mauroy                   | Porsche 911 Carrera RSR | Pierre Mauroy      | Martine Renier         |              | Rang 13                 |                 |
| 1975 | Anne-Charlotte Verney           | Porsche 911 Carrera RS  | Yvette Fontaine    | Corinne Tarnaud        |              | Rang 11                 |                 |
| 1976 | Louis Meznarie                  | Porsche 934             | Hughes Kirschoffer | Hubert Striebig        |              | Rang 11                 |                 |
| 1977 | Anne-Charlotte Verney BP        | Porsche 911 Carrera RSR | René Metge         | Hubert Striebig        | Dany Snobeck | Rang 18                 |                 |
| 1978 | BP Racing Anne-Charlotte Verney | Porsche 911 Carrera RSR | Xavier Lapeyre     | François Sérvanin      |              | Rang 12 und Klassensieg |                 |
| 1979 | Anne-Charlotte Verney           | Porsche 934             | René Metge         | Patrick Bardinon       |              | Rang 19                 |                 |
| 1980 | Malardeau Kremer Racing         | Porsche 935 K3          | Xavier Lapeyre     | Jean-Louis Trintignant |              | Ausfall                 | Getriebeschaden |
| 1981 | Cooke-Woods Racing              | Porsche 935 K3          | Bob Garretson      | Ralph Kent-Cooke       |              | Rang 6                  |                 |
| 1982 | Garretson Developments          | Porsche 935 K3          | Bob Garretson      | Ray Ratcliff           |              | Rang 11                 |                 |
| 1983 | Jean Rondeau Ford France        | Rondeau M379            | Vic Elford         | Joël Gouhier           |              | Ausfall                 | Aufhängung      |

### Einzelergebnisse in der Sportwagen-Weltmeisterschaft
| Saison | Team                                         | Rennwagen                           | 1   | 2   | 3   | 4   | 5   | 6   | 7   | 8   | 9   | 10  | 11  | 12  | 13  | 14  | 15  | 16  | 17  |
| ------ | -------------------------------------------- | ----------------------------------- | --- | --- | --- | --- | --- | --- | --- | --- | --- | --- | --- | --- | --- | --- | --- | --- | --- |
| 1974   | Pierre Mauroy Michel Dupont                  | Porsche 911 Carrera RSR Chevron B23 | MON | SPA | NÜR | IMO | LEM | ZEL | WAT | LEC | BRH | KYA |     |     |     |     |     |     |     |
| 1974   | Pierre Mauroy Michel Dupont                  | Porsche 911 Carrera RSR Chevron B23 |     |     |     |     | 13  |     |     | 20  |     |     |     |     |     |     |     |     |     |
| 1976   | Louis Meznarie                               | Porsche 934                         | MUG | VAL | NÜR | MON | SIL | IMO | NÜR | ZEL | PER | WAT | MOS | DIJ | DIJ | SAL |     |     |     |
| 1976   | Louis Meznarie                               | Porsche 934                         |     | DNF |     |     | DNF |     |     |     |     |     |     | DNF |     |     |     |     |     |
| 1977   | Hubert Striebig                              | Porsche Carrera RSR                 | DAY | MUG | DIJ | MON | SIL | NÜR | VAL | PER | WAT | EST | LEC | MOS | IMO | SAL | BRH | HOK | VAL |
| 1977   | Hubert Striebig                              | Porsche Carrera RSR                 |     |     |     |     |     |     |     | 15  |     |     |     |     |     |     |     |     |     |
| 1978   | Anne-Charlotte Verney                        | Porsche Carrera RSR                 | DAY | SEB | MUG | TAL | DIJ | SIL | NÜR | LEM | MIS | DAY | WAT | VAL | ROD |     |     |     |     |
| 1978   | Anne-Charlotte Verney                        | Porsche Carrera RSR                 |     |     |     |     | 15  |     |     | 12  |     |     |     |     |     |     |     |     |     |
| 1979   | Anne-Charlotte Verney BP Racing              | Porsche 934 Ford Escort             | DAY | SEB | MUG | TAL | DIJ | RIV | SIL | NÜR | LEM | PER | DAY | WAT | SPA | BRH | ROA | VAL | ELS |
| 1979   | Anne-Charlotte Verney BP Racing              | Porsche 934 Ford Escort             |     |     |     |     |     |     |     |     | 19  |     |     |     | DNF |     |     |     |     |
| 1980   | Barbour Racing Kremer Racing Hubert Striebig | Porsche 935 TOJ SM01                | DAY | BRH | SEB | MUG | MON | RIV | SIL | NÜR | LEM | DAY | WAT | SPA | MOS | ROA | VAL | DIJ |     |
| 1980   | Barbour Racing Kremer Racing Hubert Striebig | Porsche 935 TOJ SM01                | 9   |     |     |     |     |     |     |     | DNF |     |     |     |     |     |     | DNF |     |
| 1981   | Cooke-Woods Racing KWS Motorsport            | Porsche 935 Ford Capri              | DAY | SEB | MUG | MON | RIV | SIL | NÜR | LEM | PER | DAY | WAT | SPA | MOS | ROA | BRH |     |     |
| 1981   | Cooke-Woods Racing KWS Motorsport            | Porsche 935 Ford Capri              |     |     |     |     |     |     |     | 6   |     |     |     | DNF |     |     |     |     |     |
| 1982   | Garretson Developments                       | Porsche 935                         | MON | SIL | NÜR | LEM | SPA | MUG | FUJ | BRH |     |     |     |     |     |     |     |     |     |
| 1982   | Garretson Developments                       | Porsche 935                         | 11  |     |     |     |     |     |     |     |     |     |     |     |     |     |     |     |     |
| 1983   | Jean Rondeau                                 | Rondeau M379                        | MON | SIL | NÜR | LEM | SPA | FUJ | KYA |     |     |     |     |     |     |     |     |     |     |
| 1983   | Jean Rondeau                                 | Rondeau M379                        | DNF |     |     |     |     |     |     |     |     |     |     |     |     |     |     |     |     |